# 福室郷次
福室 郷次（ふくむろ ごうじ、1893年〈明治26年〉1月22日 - 没年不明）は、日本の実業家、政治家。族籍は東京府平民。

## 経歴
東京府人・福室芳太郎の二男。早稲田実業学校出身。1915年、母の退隠により家督を相続する。1917年、東京土地に入社する。1921年、落合村会議員に挙げられる。
10数の会社に関与する。共立土地建物専務取締役・同常務取締役・同社長、共同商事専務取締役、高田農商銀行常務取締役、東京土地、昭和不動産管理、洛西館各取締役などをつとめる。
1931年11月に町助役に就任し、1932年5月に辞職する。

## 人物
宗教は真言宗。住所は東京市淀橋区（現・新宿区）上落合1丁目。

## 栄典
- 1943年3月9日 - 紺綬褒章[10]
  - 1942年3月、日本赤十字社東京支部事業資金として金1万3円を寄付する[10]。

## 家族
福室家
家系について『落合町誌』によると「当家は土地での旧家名門とうたわれ、始祖は口碑に畠山氏の苗裔にして土着後累代名主を相継ぎ地方文化の開発に努め、連綿として今日に至れる家柄である」という。
- 父・芳太郎[5][11]（質商[12]）
- 母・まさ（1863年 - ?、神奈川、尾崎要助の長女）[5][6][7]
- 妻[2][4]